# Thomas Erpenius

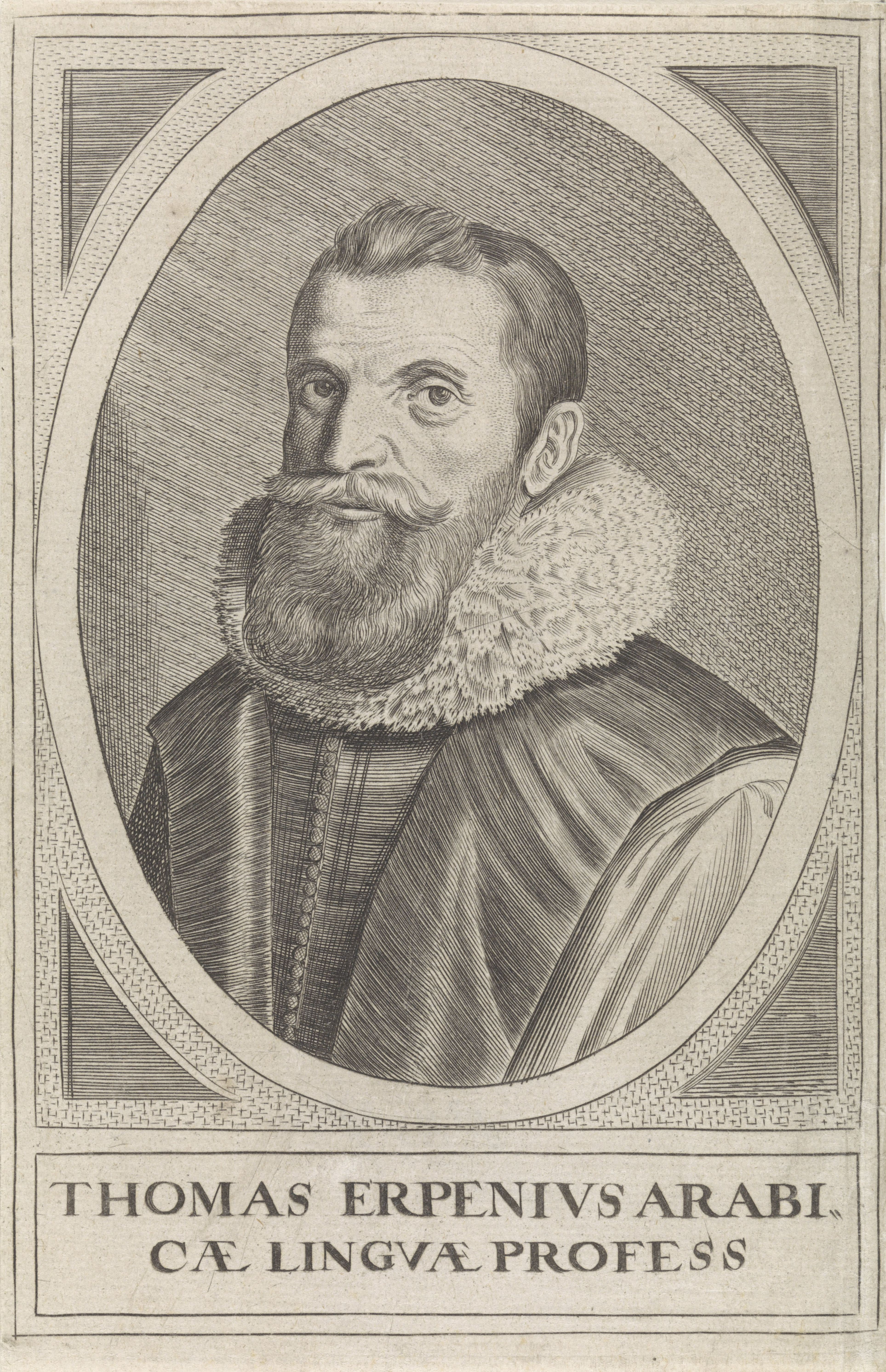
Thomas Erpenius

Thomas Erpenius (latinisiert van Erpen; * 11. September 1584 in Gorinchem; † 13. November 1624 in Leiden) war ein niederländischer Theologe und Orientalist.

## Leben
Erpenius studierte an der Universität Leiden Theologie, widmete sich sodann dem Studium der morgenländischen Sprachen, bereiste England, Frankreich, Italien und Deutschland, kehrte 1612 in sein Vaterland zurück und wurde in Leiden Professor der orientalischen Sprachen und Dolmetscher bei den Generalstaaten. Er errichtete eine arabische Druckerei, die nach seinem Tod von seiner Witwe Jacomine Buyes an die Brüder Bonaventura und Abraham Elsevir (1592–1652) verkauft wurde, und deren Geschäft unter dem Namen der „orientalischen Druckerei“ einverleibt blieb.
Sein Nachfolger als Professor für Orientalistik an der Universität Leiden wurde 1625 sein Schüler Jacobus Golius (1596–1667).

## Werke
- Grammatica Arabica, quinque libris methodice explicata. Leiden 1613 (Digitalisat) – erweiterte Ausgabe: Grammatica Arabica. Ab autore emendata & aucta. Cui accedunt Locmanni fabulae, et adagia quaedam Arabum. Ab eodem autore cum Latina versione pridem edita; at nunc vocalibus & notis orthographicis illustrata. Leiden 1636 (Digitalisat).
  - dt. Übs.: Erpenii Arabische Grammatik, abgekürzt, vollständiger und leichter gemacht, von Johann David Michaelis nebst den Anfang einer Arabischen Chrestomathie, aus Schultens Anhang zur Erpenischen Grammatik. Göttingen 1771 (Digitalisat).
- كِتَابُ الْاَمْثَالِ seu Proverbiorum Arabicorum centuriae duae, ab anonymo quodam Arabe collectae & explicatae: cum interpretatione Latina & scholiis Iosephi Scaligeri ... et Thomae Erpenii. Leiden 1614 (Digitalisat), 2. Aufl. Leiden 1623 (Digitalisat).
- Rudimenta Linguae Arabicae. Leiden 1620 (Digitalisat). – Zahlreiche weitere Ausgaben, auch in verschiedenen Sprachen, u. a. Deutsch, Französisch (Paris 1844).
- Grammatica Ebraea generalis. Leiden 1621 (Digitalisat), Genf 1627 (Digitalisat; auch ohne Angabe des Druckortes: Digitalisat), 3. Aufl. Leiden 1659 (Digitalisat).
- Historia Saracenica, qua res gestae Muslimorum inde a Muhammede Arabe, usque ad initium imperii Atabacaei per XLIX imperatorum sucessionem fidelissime explicantur … Arabice olim exarata a Georgio Elmacino … et Latine reddita opera & studio Thomae Erpenii. Leiden 1625 (Digitalisat).